# Troféu Cinco Violinos
O Troféu Cinco Violinos é um torneio anual organizado pelo Sporting Clube de Portugal que decorre no Estádio José Alvalade em Lisboa. O Sporting é o anfitrião do torneio que se realiza em meados de agosto, uma ou duas semanas antes do começo das competições oficiais, onde o Sporting Clube de Portugal disputa o Título do Troféu 5 Violinos com um grande convidado europeu a cada ano.
Na primeira edição do troféu realizada a 12 de agosto de 2012 o Sporting venceu o Olympiacos por 1 a 0.
A terceira edição (2014) do troféu foi ganha pelo Sporting à Lazio,  jogo esse que teve que ir às grandes penalidades (com resultado de 4 a 2) após um empate a dois golos no decorrer dos 90 minutos regulamentares. Foi o primeiro jogo da equipa principal do Sporting transmitido em direto pela Sporting TV.
Nas seguintes disputas da prova os verdes e brancos do Sporting C.P. superaram a Roma (2-0, 4.º conquista em 2015), o Wolfsburgo (2-1, 5.ª conquista em 2016) e a Fiorentina (1-0, 6.ª conquista em 2017).
Porém em 2018 os leões foram destronados pelos transalpinos do Empoli, que conquistou o Troféu Cinco Violinos nas grandes penalidades (após empate até os 90’ em 1-1). Neste cenário os italianos entraram para a história como os primeiros vencedores estrangeiros da prova europeia. Em 2019, a equipa de Alvalade também deixaria passar a nona edição da história do Troféu, terminando com os espanhóis do Valência que bateram o Sporting por 2-1 e foram campeões do Troféu Cinco Violinos 2019.
A IX edição (2020) teve 2 campeões, devido a 3 casos de COVID-19 por parte da equipa do Sporting Clube de Portugal, o que ocasionou a medida da DGS por anular o jogo que seria contra a equipa italiana do SSC Napoli (considerado o adversário mais luxuoso da história do troféu, tendo a mesma equipa estado nos oitavos de final da última edição da UEFA Champions League). Foram então assim premiadas as duas equipas como campeãs do torneio, voltando finalmente o Sporting CP a conquistar a prova europeia que já os fugia desde 2017.
A galhardia de atual campeão do Troféu Cinco Violinos é dividida entre os lusos do Sporting Clube de Portugal e os transalpinos do SSC Napoli, vencedores em 2020.
Em 2021 o Troféu Cinco Violinos será disputado entre os gauleses do Olympique Lyonnais (FRA) e o Sporting Clube de Portugal (POR) ,em final marcada para o dia 25/7/2021 em Lisboa.

## Cinco Violinos
O nome "Cinco Violinos" foi criado para designar o quinteto de jogadores do Sporting que, jogando juntos entre os anos de 1946 e 1949, tornaram-se uma verdadeira máquina de fazer golos. Os jogadores anotaram incríveis 215 golos em 56 jogos, alcançando uma média histórica de 3,83 golos por jogo.
Esse grupo selecto de atletas era constituído por Jesus Correia, Vasques, Albano, Peyroteo e José Travassos.